# 2002年日本グランプリ (4輪)
2002年日本グランプリ（XXVIII Fuji Television Japanese Grand Prix）は、2002年F1世界選手権の第17戦として、2002年10月13日に鈴鹿サーキットで開催された。

## 予選
予選開始35分過ぎ、アラン・マクニッシュ（トヨタ）が130R出口でスピンしてタイヤバリアに激突し、さらに外側のガードレールも突き破るという大クラッシュが発生した。ドライバーに怪我はなかったものの予選は赤旗中断となり、ガードレールを交換・修復するため再開まで1時間15分を要した。
最終的にミハエル・シューマッハ（フェラーリ）が通算50回目のポールポジション獲得。日本GPでは1998年から5年連続となる。上位グリッドはフェラーリ、マクラーレン、ウィリアムズ、ジョーダンの順に2台ずつマシンが並んだ。
鈴鹿サーキットレーシングスクール (SRS-F) 出身者である佐藤琢磨（ジョーダン）は今季自己ベストの7番グリッドを獲得。ホンダエンジンユーザー勢では最上位のポジションからスタートする。
なお、予選107%ルールはこのレースを最後に廃止されたが、2011年シーズンに復活することとなる。

### 予選結果
| 順位 | No | ドライバー                 | チーム                  | 周回     | 差     |
| ---- | -- | -------------------------- | ----------------------- | -------- | ------ |
| 1    | 1  | ミハエル・シューマッハ     | フェラーリ              | 1:31.317 |        |
| 2    | 2  | ルーベンス・バリチェロ     | フェラーリ              | 1:31.749 | +0.432 |
| 3    | 3  | デビッド・クルサード       | マクラーレン-メルセデス | 1:32.088 | +0.771 |
| 4    | 4  | キミ・ライコネン           | マクラーレン-メルセデス | 1:32.197 | +0.880 |
| 5    | 5  | ラルフ・シューマッハ       | ウィリアムズ-BMW        | 1:32.444 | +1.127 |
| 6    | 6  | ファン・パブロ・モントーヤ | ウィリアムズ-BMW        | 1:32.507 | +1.190 |
| 7    | 10 | 佐藤琢磨                   | ジョーダン-ホンダ       | 1:33.090 | +1.773 |
| 8    | 9  | ジャンカルロ・フィジケラ   | ジョーダン-ホンダ       | 1:33.276 | +1.959 |
| 9    | 11 | ジャック・ヴィルヌーヴ     | BAR-ホンダ              | 1:33.349 | +2.032 |
| 10   | 15 | ジェンソン・バトン         | ルノー                  | 1:33.429 | +2.112 |
| 11   | 14 | ヤルノ・トゥルーリ         | ルノー                  | 1:33.547 | +2.230 |
| 12   | 7  | ニック・ハイドフェルド     | ザウバー-ペトロナス     | 1:33.553 | +2.236 |
| 13   | 24 | ミカ・サロ                 | トヨタ                  | 1:33.742 | +2.425 |
| 14   | 16 | エディ・アーバイン         | ジャガー-コスワース     | 1:33.915 | +2.598 |
| 15   | 8  | フェリペ・マッサ           | ザウバー-ペトロナス     | 1:33.979 | +2.662 |
| 16   | 12 | オリビエ・パニス           | BAR-ホンダ              | 1:34.192 | +2.875 |
| 17   | 17 | ペドロ・デ・ラ・ロサ       | ジャガー-コスワース     | 1:34.227 | +2.910 |
| 18   | 25 | アラン・マクニッシュ       | トヨタ                  | 1:35.191 | +3.874 |
| 19   | 23 | マーク・ウェバー           | ミナルディ-アジアテック | 1:35.958 | +4.641 |
| 20   | 22 | アレックス・ユーン         | ミナルディ-アジアテック | 1:36.267 | +4.950 |

## 決勝
前日の予選で大クラッシュを喫したマクニッシュは朝のフリー走行に出走したものの、医師からドクターストップがかかり決勝レースを断念した。トヨタとの契約終了が決まっているマクニッシュは、結果的に自身最後となるグランプリをふいにした。
スタートでは上位が順当なスタートを切り、フロントローのフェラーリ2台が後続を置き去りにして独走態勢に入る。レース序盤、3位クルサードがスローダウンしピットに戻ってリタイア。パニス（BAR）も燃料系トラブルでピットインを繰り返したのちリタイアした。佐藤はルノーの2台に追い上げられながらも6位をキープ。後方ではフィジケラ（ジョーダン）、サロ（トヨタ）、ヴィルヌーヴ (BAR) が10位を争う。佐藤は最初のピットストップでルノー勢に逆転され8位に後退した。
その後もマシントラブルによるリタイアが続く。27周目、ヴィルヌーヴが最終コーナーでエンジンブローしBARチームは全滅となった。32周目には6位のトゥルーリ（ルノー）、38周目にはフィジケラがエンジンブローでリタイア。フィジケラはスタート前にもブローして佐藤のTカーに乗り換えており、この日ホンダエンジンは相次ぐトラブルに見舞われた。レース残り5周、3位ラルフ・シューマッハ（ウィリアムズ）のBMWエンジンもブローし、ライコネン（マクラーレン）が表彰台圏内に浮上した。
他チームの混乱をよそにフェラーリは終始危なげないレース運びをみせ、圧勝のシーズンを5戦連続ワンツーフィニッシュ（今季9回目）で締め括った。年間15勝は1988年シーズンのマクラーレン・ホンダに並ぶ（当時は16戦）。ミハエル・シューマッハはシーズン全戦表彰台に立ち、年間最多勝利記録を11に伸ばした。フェラーリが履くブリヂストンタイヤはF1参戦100戦目で70勝に達した。
佐藤は2回目のピットインでバトン（ルノー）との順位を再逆転し、地元観客の大歓声の中で自身F1初入賞となる5位フィニッシュを果たした。日本人選手の入賞は中野信治（1997年ハンガリーGP）以来5年ぶり。佐藤が稼いだ2ポイントにより、ジョーダンはジャガーとBARを抜いてコンストラクターズランキング6位に浮上した（ジョーダン9点.ジャガー8点、BAR7点）。

### 決勝結果
| 順位     | No | ドライバー                 | チーム                  | 周回 | タイム             | グリッド | ポイント |
| -------- | -- | -------------------------- | ----------------------- | ---- | ------------------ | -------- | -------- |
| 1        | 1  | ミハエル・シューマッハ     | フェラーリ              | 53   | 1:26:59.698        | 1        | 10       |
| 2        | 2  | ルーベンス・バリチェロ     | フェラーリ              | 53   | +0.506             | 2        | 6        |
| 3        | 4  | キミ・ライコネン           | マクラーレン-メルセデス | 53   | +23.292            | 4        | 4        |
| 4        | 6  | ファン・パブロ・モントーヤ | ウィリアムズ-BMW        | 53   | +36.275            | 6        | 3        |
| 5        | 10 | 佐藤琢磨                   | ジョーダン-ホンダ       | 53   | +1:22.694          | 7        | 2        |
| 6        | 15 | ジェンソン・バトン         | ルノー                  | 52   | +1 Lap             | 10       | 1        |
| 7        | 7  | ニック・ハイドフェルド     | ザウバー-ペトロナス     | 52   | +1 Lap             | 12       |          |
| 8        | 24 | ミカ・サロ                 | トヨタ                  | 52   | +1 Lap             | 13       |          |
| 9        | 16 | エディ・アーバイン         | ジャガー-コスワース     | 52   | +1 Lap             | 14       |          |
| 10       | 23 | マーク・ウェバー           | ミナルディ-アジアテック | 51   | +2 Laps            | 19       |          |
| 11       | 5  | ラルフ・シューマッハ       | ウィリアムズ-BMW        | 48   | エンジン           | 5        |          |
| リタイア | 17 | ペドロ・デ・ラ・ロサ       | ジャガー-コスワース     | 39   | トランスミッション | 17       |          |
| リタイア | 9  | ジャンカルロ・フィジケラ   | ジョーダン-ホンダ       | 37   | エンジン           | 8        |          |
| リタイア | 14 | ヤルノ・トゥルーリ         | ルノー                  | 32   | 機械系             | 11       |          |
| リタイア | 11 | ジャック・ヴィルヌーヴ     | BAR-ホンダ              | 27   | エンジン           | 9        |          |
| リタイア | 22 | アレックス・ユーン         | ミナルディ-アジアテック | 14   | スピン             | 20       |          |
| リタイア | 12 | オリビエ・パニス           | BAR-ホンダ              | 8    | 機械系             | 16       |          |
| リタイア | 3  | デビッド・クルサード       | マクラーレン-メルセデス | 7    | スロットル         | 3        |          |
| リタイア | 8  | フェリペ・マッサ           | ザウバー-ペトロナス     | 3    | アクシデント       | 15       |          |
| DNS      | 25 | アラン・マクニッシュ       | トヨタ                  | -    | 負傷               | 18       |          |

## 最終ランキング
- 太字はワールドチャンピオン

| 順位 | ドライバー                 | ポイント |
| ---- | -------------------------- | -------- |
| 1    | ミハエル・シューマッハ     | 144      |
| 2    | ルーベンス・バリチェロ     | 77       |
| 3    | ファン・パブロ・モントーヤ | 50       |
| 4    | ラルフ・シューマッハ       | 42       |
| 5    | デビッド・クルサード       | 41       |

| 順位 | コンストラクター        | ポイント |
| ---- | ----------------------- | -------- |
| 1    | フェラーリ              | 221      |
| 2    | ウィリアムズ-BMW        | 92       |
| 3    | マクラーレン-メルセデス | 65       |
| 4    | ルノー                  | 23       |
| 5    | ザウバー-ペトロナス     | 11       |

- 注：ドライバー、コンストラクター共にトップ5のみ表示。

## 参照
- “The Official Formula 1 website”. 2007年9月1日閲覧。
- “The Official FIA results”. 2012年10月18日時点のオリジナルよりアーカイブ。2008年3月25日閲覧。

| 前戦 2002年アメリカグランプリ | FIA F1世界選手権 2002年シーズン |                               |
| 前回開催 2001年日本グランプリ | 日本グランプリ                  | 次回開催 2003年日本グランプリ |

座標: 北緯34度50分35秒 東経136度32分26秒 / 北緯34.84306度 東経136.54056度